# Salvia microphylla
Salvia microphylla är en kransblommig växtart som beskrevs av Kunth.. Salvia microphylla ingår i släktet salvior, och familjen kransblommiga växter. Inga underarter finns listade i Catalogue of Life.

## Bildgalleri

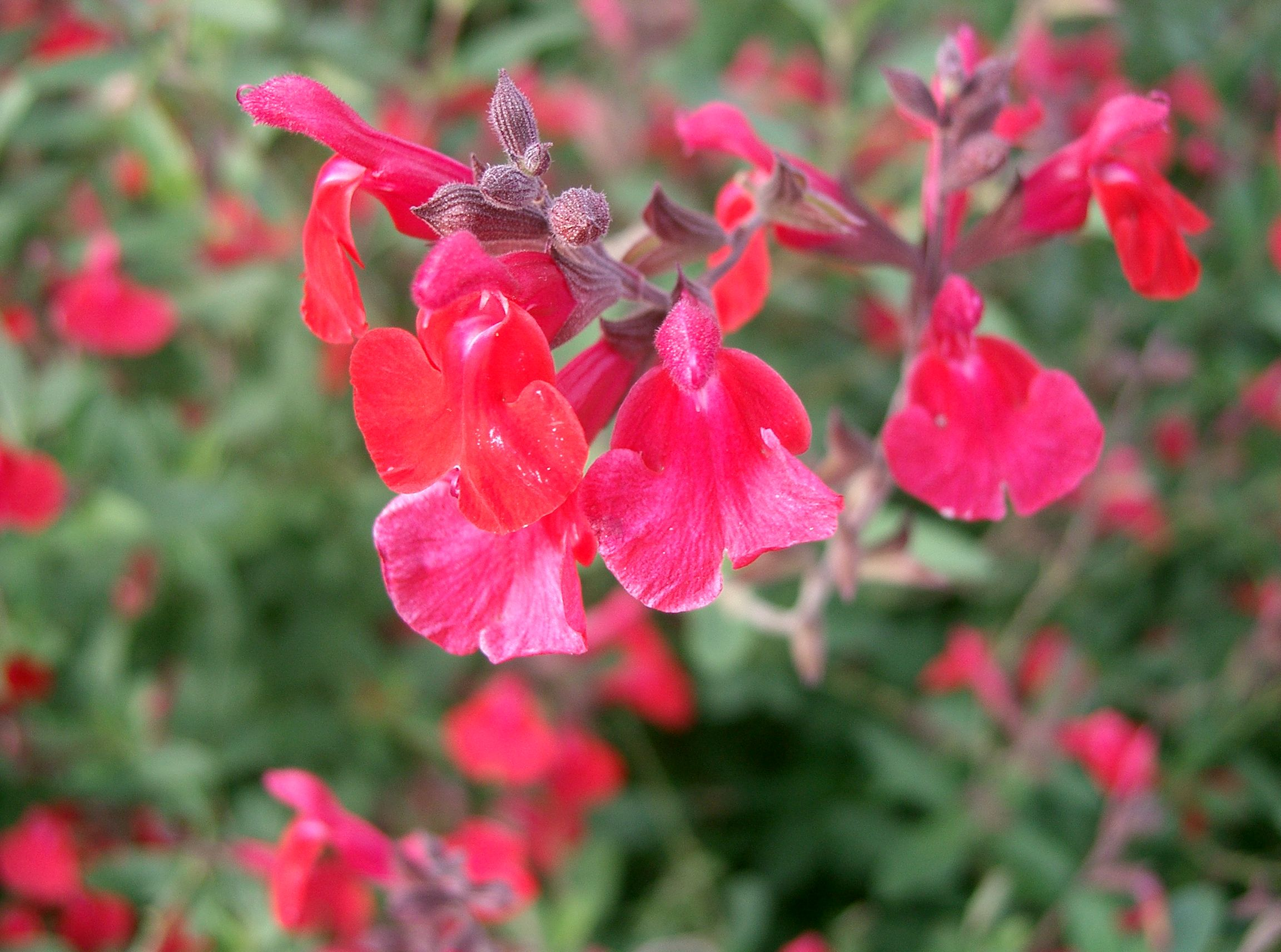
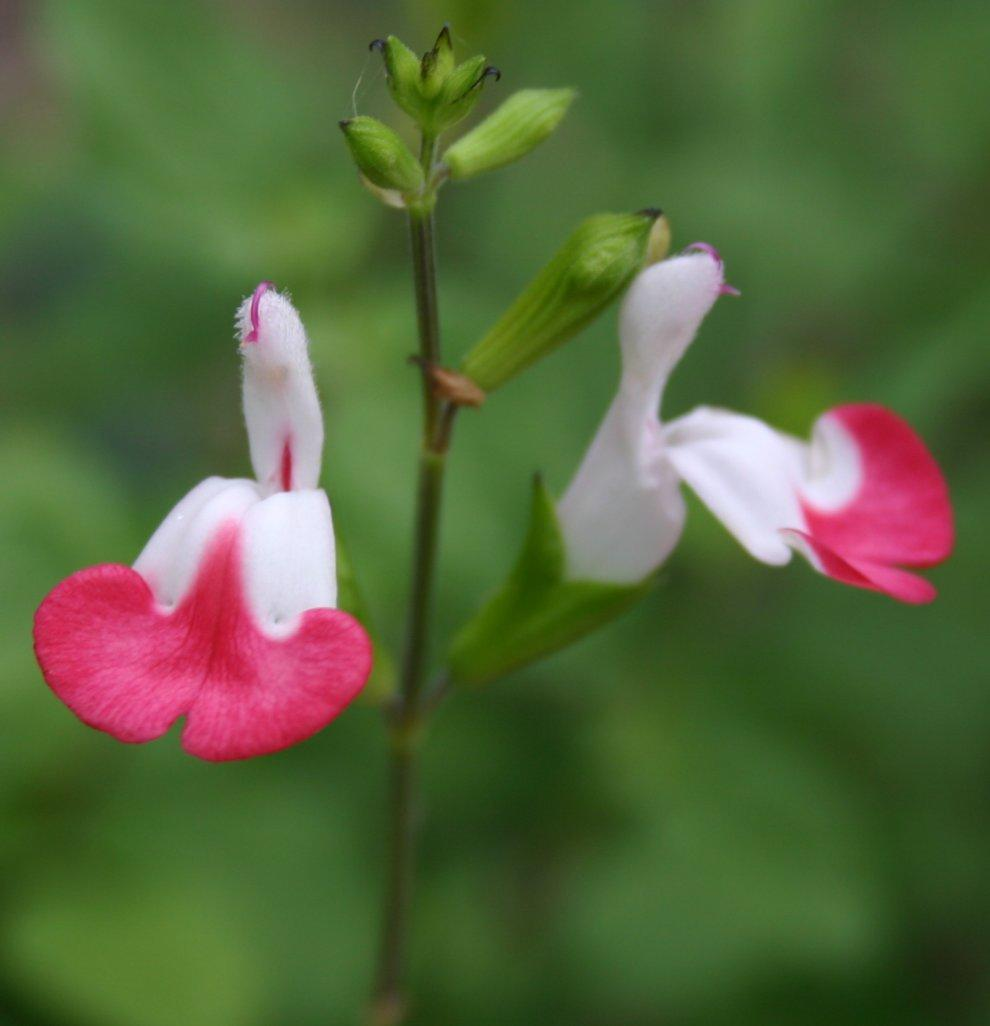
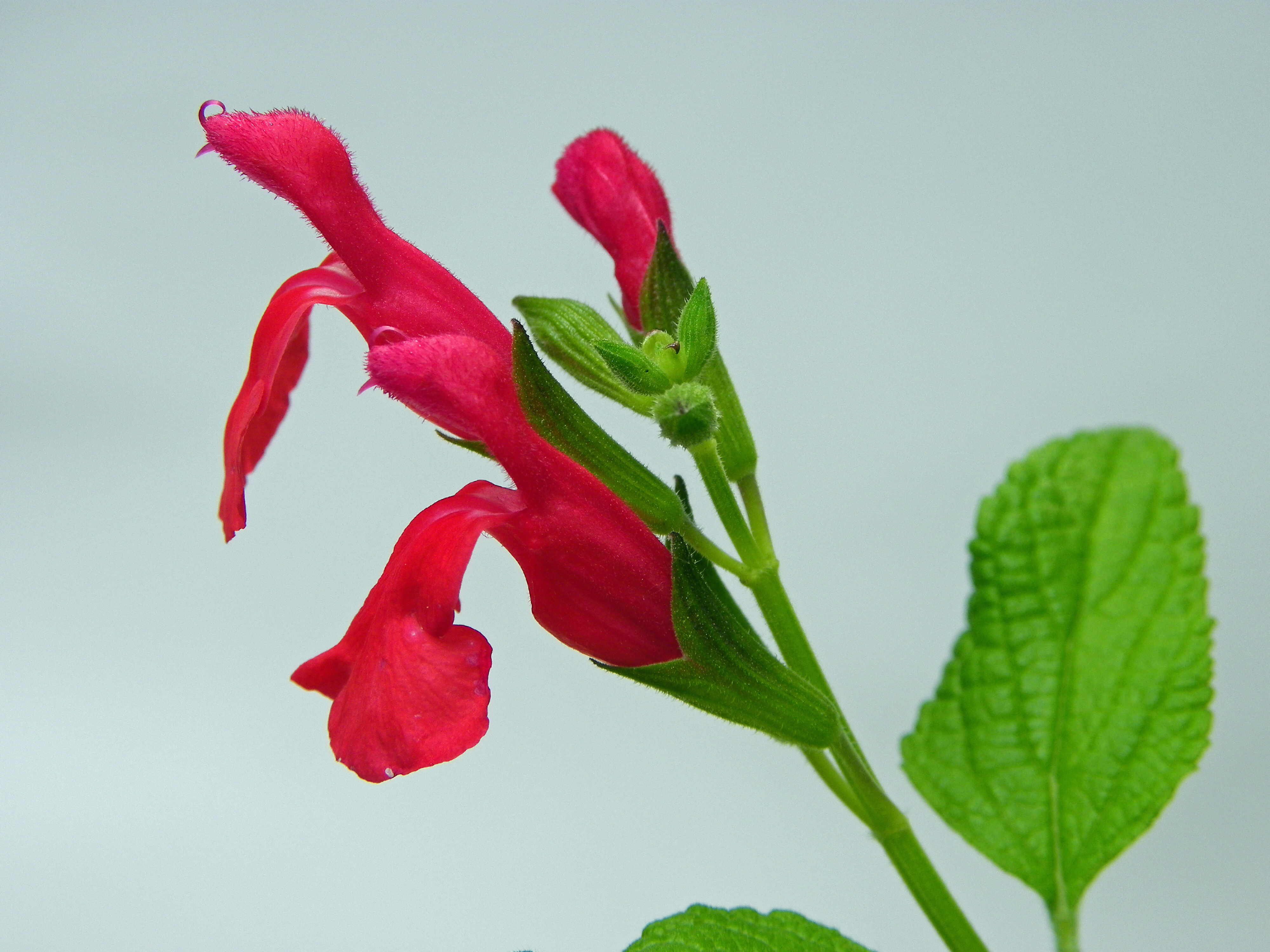
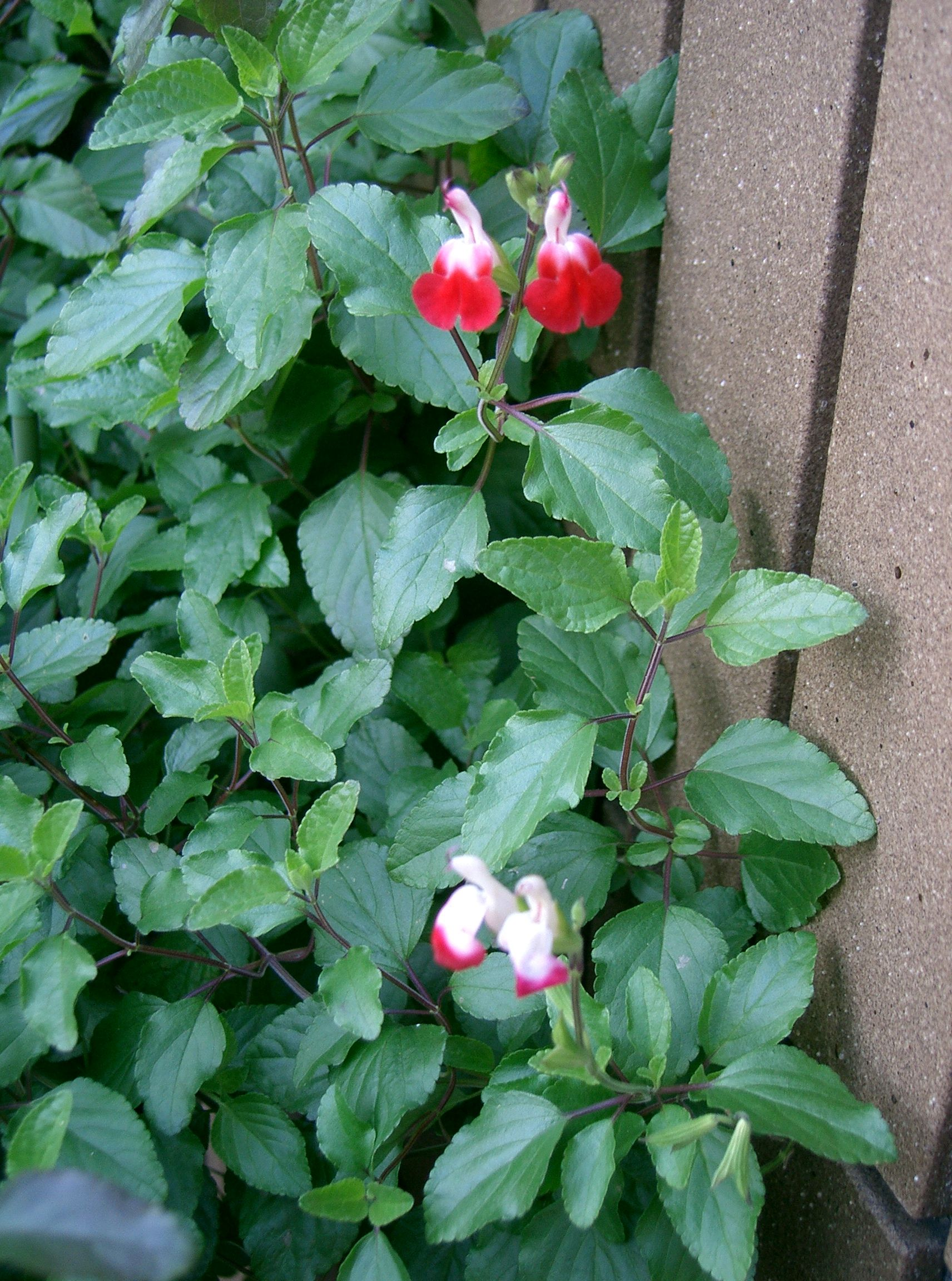
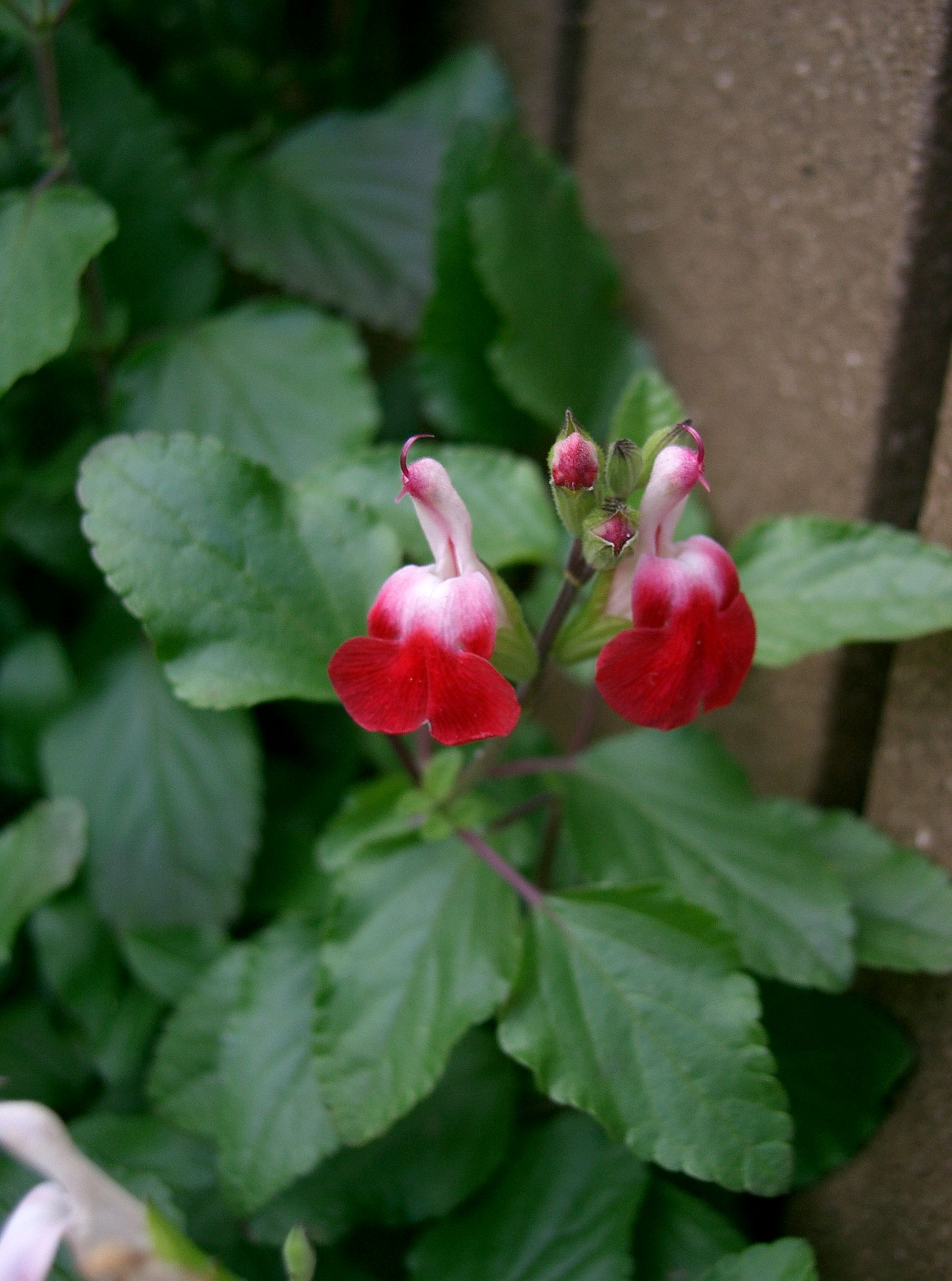
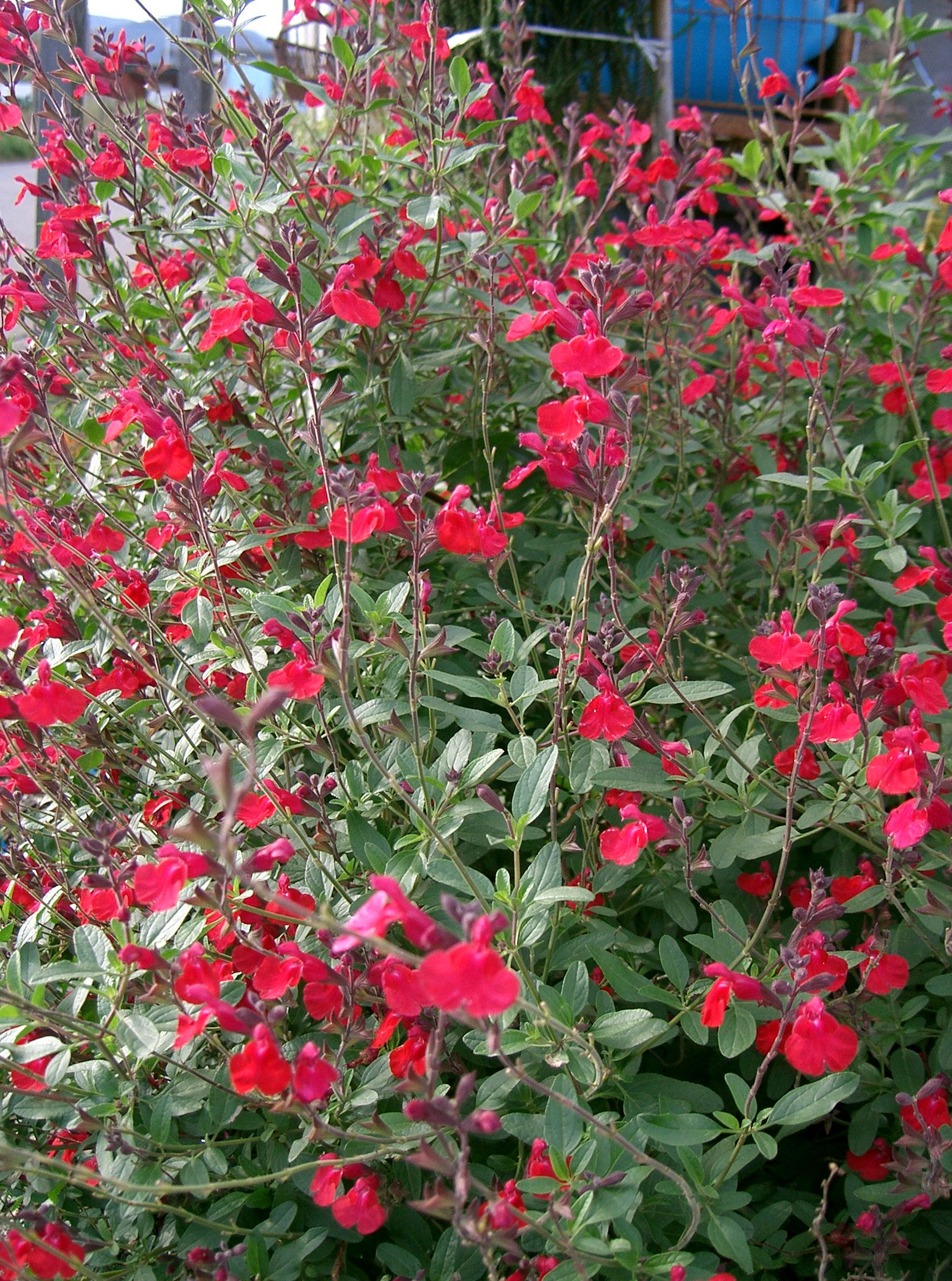